# Johan Adriaan Heuff
Johan Adriaan Heuff, född 1843 i Kerk-Avezaath, död 1910 i Heerde, var en holländsk författare.
Heuff studerade 1861-1866 vid polytekniska skolan i Delft, men kom senare att uteslutande ägna sig åt författandet. Han skrev flera romaner och noveller, både historiska och verklighetsskildrande.